# Hermann Nachbaur
Hermann Nachbaur (* 26. Juli 1883 in Rankweil; † 17. August 1951 in Meiningen) war ein österreichischer Politiker (Landbund, VF). Nachbaur war von 1923 bis 1934 Abgeordneter zum Vorarlberger Landtag und während dieser Zeit von 1932 bis 1934 als Landesrat Mitglied der Vorarlberger Landesregierung.

## Leben und Wirken
Hermann Nachbaur wurde am 26. Juli 1883 als Sohn von Johann Nachbaur und seiner Frau Katharina in der Vorarlberger Rheintalgemeinde Rankweil geboren. Nachdem seine Mutter bereits ein Jahr nach seiner Geburt gestorben war, zog Nachbaur im Jahr 1887 zu seiner Tante Anna Hoch, die ihn in Meiningen großzog. Dort besuchte er auch die Volksschule und arbeitete bis zu seinem Tod in der Landwirtschaft seiner Tante. Von 1904 bis 1907 absolvierte Nachbaur seinen Militärdienst in Rovereto, 1914 bis 1918 wurde er zum Kriegsdienst eingezogen. Am 21. November 1921 heiratete Hermann Nachbaur in Meiningen seine Ehegattin Anna Katharina Kühne, mit der er in Folge sechs gemeinsame Kinder hatte.
Im Jahr 1910 wurde Hermann Nachbaur erstmals auf die Dauer von vier Jahren als Vertreter des Landbunds in die Gemeindevertretung von Meiningen gewählt. In weiterer Folge wurde er im Jahr 1919 zum Gemeindevorsteher seiner Heimatgemeinde gewählt und blieb dies bis zum Anschluss Österreichs an das Deutsche Reich im Jahr 1938. In die Amtsperiode als Gemeindevorsteher fiel 1921 auch seine Ernennung zum Meininger Ehrenbürger.
Am 6. November 1923 wurde Nachbaur für den Landbund Abgeordneter des Vorarlberger Landtags. Neun Jahre später, am 22. November 1932 holte ihn Otto Ender in seine Landesregierung Ender VII, in der er bis zur Einsetzung der ständestaatlichen Landesregierung im Jahr 1934 als Landesrat amtierte. Mit dem Aufkommen des Austrofaschismus trat Hermann Nachbaur in die einzige nicht verbotene Partei, die Vaterländische Front, ein.